# Émile Seitz
Pour les articles homonymes, voir Seitz.
Émile Seitz, né le 11 juillet 1896 à Biarritz (Basse-Pyrénées) et mort le 16 septembre 1981 à Montaut (Landes), est un homme politique français

## Biographie
Issu d'une famille alsacienne ayant rejoint la région de Saint-Dié et de Granges-sur-Vologne, Émile Ernest Seitz est cependant né à Biarritz, d'un père directeur de La Gazette. Il est engagé durant la Grande guerre et combat dans la bataille de Verdun et reçoit une Croix de guerre 1914-1918. Il s'inscrit ensuite à la Faculté de Droit de Nancy et devient à Nancy en 1922 puis docteur en droit en 1928 avec pour thèse Les principes directeurs de la procédure criminelle de l'Angleterre. 
Il est député de Meurthe-et-Moselle de 1932 à 1936 de la « concorde républicaine démocratique et sociale » du parti radical. Il siège alors dans le groupe républicain radical et radical-socialiste. Il s'occupe surtout de questions de logement, de la législation civile et criminelle. Il épouse en août 1932, Germaine Hirtz, fille du directeur de l'Est républicain. Accusé d'avoir usé de son influence de député pour des clients commerçants dont un Allemand d'origine juive, il est radié du barreau en février 1934, décision confirmée en mai 1936 . Il est battu en 1936 et devient trésorier-payeur général en AOF.

## Décoration
- Croix de guerre 1914–1918 (1917)

## Sources
- « Émile Seitz », dans le Dictionnaire des parlementaires français (1889-1940), sous la direction de Jean Jolly, PUF, 1960 [détail de l’édition]
- Dir. Jean El Gammal, François Roth et Jean-Claude Delbreil, Dictionnaire des Parlementaires lorrains de la Troisième République, Metz, Serpenoise, 2006 (ISBN 2-87692-620-2, OCLC 85885906, lire en ligne), p. 181